# Операція загону «Дельта» 3
Операція загону «Дельта» (англ. Operation Delta Force 3: Clear Target) — американський бойовик режисера Марка Роупера.

## Сюжет
Найкрутіший спецназ знову в справі. Цього разу їм належить битися з босами наркомафії. Операція починається, коли США виводять на космічну орбіту супутник-шпигун зі спеціальним обладнанням для пошуку складів наркотиків. Отримавши координати таємного сховища кокаїну, розташованого на території Колумбії, бійці «Дельти» захоплюють і знищують партію наркотиків на суму в мільярд доларів. У відповідь розлючені наркобарони оголошують війну США. За допомогою загону добірних бойовиків і новітніх комп'ютерних технологій вони захоплюють надсекретний підводний човен ВМС США «Рузвельт» і вимагають знищення супутника. Якщо ультиматум не буде виконана, Нью-Йорк стане мішенню ракет з отруйним газом. Загін «Дельта» повинен за всяку ціну ліквідувати командний пункт наркомафії в колумбійських джунглях, а потім перехопити і знешкодити підводний човен, що йде курсом на Нью-Йорк.

## У ролях
- Джим Фіцпатрік — Скіп Ланг
- Брайан Джинесс — Хатч
- Грег Коллінз — Маккінні
- Джон Саймон Джонс — Вікерс
- Гевін Гуд — Спаркс
- Дарсі ЛаП'єр — Аріана
- Девід Дюка — Ломбарді
- Денні Кеог — Сальваторе
- Брайан О'Шонессі — Адмірал Норман Геншоу
- Дуглас Брістоу — Тед Найлес
- Клайв Скотт — Санланд
- Пол Харріс — Викрадач 1
- Брюс Макінтош — Викрадач 2
- Маріо Крастанов — Викрадач 3
- Драммонд Маре — Капітан Рід
- Девід Батлер — офіцер
- Річард Нта — Викрадач 4
- Джастін Іллайшон — Викрадач 5
- Йен Юлі — Генерал Хайтауер
- Кліфф Гуймарес — підліток
- Джеймс Вайл — начальник човна
- Рон Смержак — Професор Джонсон
- Джон Карсон — Президент Фаррингтон
- Джо да Сілва — Конні
- Патрік Лістер — Navy Brass 1
- Малкольм Гудінг — Navy Brass 2
- Хел Орландіні — Генерал Боррега
- Рікардо Коен — Salvatore's Minion 1
- Брендан Полекатт — Говард Тан
- Джо Кларк — Тім Йенсен
- Маріо Бйоркман — Salvatore's Minion 2
- Макс Моріні — Лідер Загону
- Юрген Хеллберг — Доктор ICU
- Курт Хубер — German Crime Lord
- Сенді Піллай  — Indian Crime Lord
- Данте Лаудаті — Italian Crime Lord
- Майк Форд — English Crime Lord
- Макі Коссіоріс — Greek Crime Lord
- Кобус Фурі — Dutch Crime Lord
- Кеннет Нта — Nigerian Crime Lord
- Стен Так — Chinese Crime Lord
- Кейт Ван Ховен — Радист
- Трейсі Лі Кундайлл — Диктор
- Стівен Реймонд — контролер 1
- Кріс Бьюкенен — контролер 2

в титрах не вказані
- МакКі Андерсон — Леслі
- Роберт Куччіолі — Джон
- Кевін Сканнелл — Кірк МакКаллан